# Sauerstoffbrücke
| Sauerstoffbrücken blau markiert                         |
| Furan (links) und Tetrahydrofuran, ein cyclischer Ether |
| Caprolacton, ein cyclischer Ester                       |
| Oxanorbornadien, ein bicyclischer Ether                 |
| α-D-(+)-Glucopyranose, ein cyclisches Halbacetal        |
| Dimer von Acetonperoxid                                 |
| Trimer von Acetonperoxid                                |

Bei einer Sauerstoffbrücke handelt es sich um eine Atomgruppierung, bei der entweder ein oder zwei Sauerstoffatome in einer Alkylkette, einer ringförmigen organischen chemischen Verbindung oder als Brücke zwischen zwei Metallatomen in einer metallorganischen Komplexverbindung enthalten sind.

## Organische Verbindungen mit Sauerstoffbrücken
Stabile Verbindungen mit Sauerstoffbrücken kommen in der Natur recht häufig vor; so besitzen Ether und Carbonsäureester dieses Strukturelement. Auch cyclische Verbindungen mit Sauerstoffbrücken sind bekannt: alle Acetale wie cyclische Mono-, Di-, Oligo- und Polysaccharide sowie Glykoside, Epoxide (Oxirane) und Lactone besitzen ein Sauerstoffatom innerhalb des Rings und sind damit ebenfalls sauerstoffhaltige Heterocyclen.
Bei Peroxiden besteht die Brücke aus zwei oder mehr Sauerstoffatomen. Die meisten Peroxide sind instabil und zersetzen sich spontan oder bei Erschütterung oder anderer Energiezufuhr. Relativ stabile cyclische Peroxide (Dioxetane bzw. Dioxetanone) sind beteiligt bei der Biolumineszenz von Leuchtkäfern.

## Metallorganische Komplexverbindungen mit Sauerstoffbrücken
Einige metallorganische Komplexverbindungen etwa der Metalle Aluminium, Eisen, Molybdän und Wolfram konnten bei geeigneten Reaktionsbedingungen nicht als Monomere, sondern nur als über ein Sauerstoffatom verbrückte Dimere synthetisiert werden. Dabei sind die beiden Metallatome über den Sauerstoff nahezu linear verbunden. Auch biologisch bedeutsame Metallkomplexe mit Sauerstoffbrücken existieren, etwa der Wasserspaltungskomplex WOC (englisch water oxidizing complex, auch OEC, oxygen evolving complex), der vier Mangan- und ein Calciumatom enthält und einen zentralen Baustein der Photosynthese darstellt. Hier bilden drei der Mangan-, das Calcium- und vier Sauerstoffatome einen verzerrt-kubischen Käfig, bei dem die Sauerstoffbrückenatome jeweils an drei Metallatome koordiniert sind.